# 白糸の滝 (静岡県)
白糸の滝（しらいとのたき）は、静岡県富士宮市にある滝。隣接する音止の滝と共に著名な観光地の1つとして知られ、日本の滝百選にも選ばれている他、日本三大名瀑に選ばれることがある。
国の名勝、天然記念物。「富士山-信仰の対象と芸術の源泉」の構成資産として世界文化遺産に登録されている。なお、名勝、天然記念物としての指定名称及び世界文化遺産・構成資産一覧では「白糸ノ滝」と表記される。

## 概要
古富士泥流堆積物の上に白糸溶岩流が位置し、溶岩流の各層の隙間から富士山の地下水が流れ出ている。その様子が絹糸を垂らしたようであることから「白糸の滝」と呼ばれる。水量は毎秒1.5トンで幅200メートル、高さ20メートルである。文化財上の「白糸ノ滝」は滝壺だけでなく周辺地も含まれており、「音止の滝」（およそ徒歩5分）も含まれる。

## 歴史

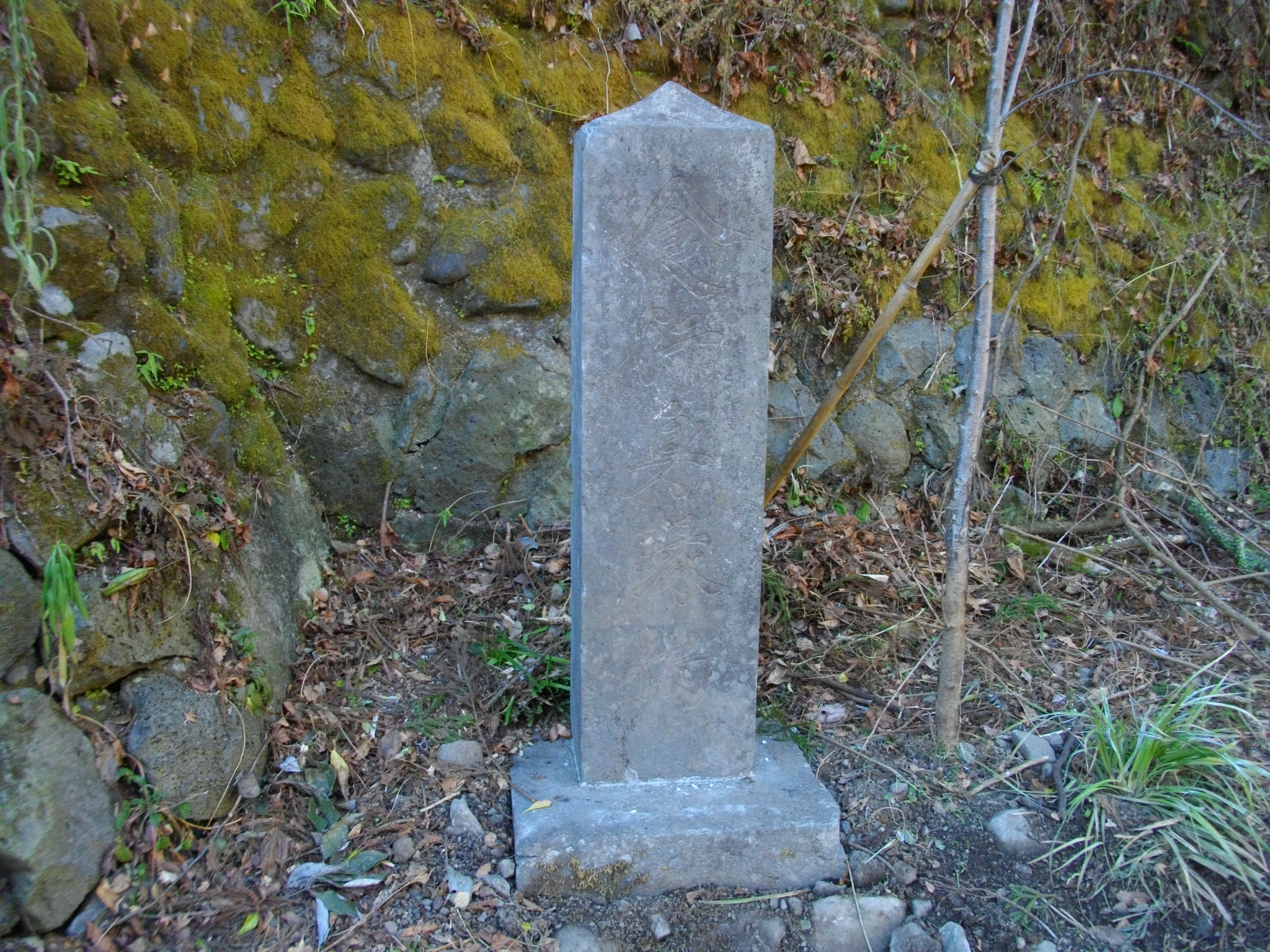
食行身禄の供養碑（天保年間に建立）

古くより風光明媚な景勝地として知られ、例えば『信長公記』巻十五には「西の山に白糸の滝名所あり」とある。また近世は富士講信者の巡礼地の1つでもあり、滝壺の近くには天保年間に建立された食行身禄の供養碑が現在も残る。嘉永7年（1854年）の富士講信者による自伝にも、これらが記されている。白糸の滝のすぐ上には岩窟があり、そこには「お鬢水」（帯の真奈井）という水が湧いている。このお鬢水で源頼朝は髪のほつれを直したと伝えられている。また、このお鬢水は富士講の霊場の1つでもある。
白糸の滝は絵画の題材としても選ばれ、その先鞭をつけた人物として池大雅等が挙げられている。大雅の「富士白糸滝図」や「白糸瀑布真景図」では富士山と共に白糸の滝が描かれ、この画題は後の画家に影響を与えた。
源頼朝が富士の巻狩りの際に滝に立ち寄り、以下の和歌を詠んだという伝承が残る。

### 年表
- 1936年（昭和11年）9月3日 - 「白糸ノ滝」として国の名勝及び天然記念物に指定される。
- 1950年（昭和25年） - 「観光百選滝の部」の1位に輝く。
- 1990年（平成2年） - 日本の滝百選に選定。
- 2006年（平成18年）9月 - 滝壷に掛かる「滝見橋」が崩落。
- 2011年（平成23年）
  - 3月11日の東北地方太平洋沖地震やその余震である3月15日の静岡県東部地震の影響で、階段において落石が発生。また音止の滝でも一部が崩落。
  - 9月21日に日本列島を縦断した台風15号による増水等の被害により滝壺が甚大の被害を受け、落石の危険等がある為、滝つぼへ立入（観光）が禁止となった。応急復旧対策が実施し、11月3日午前9時より観光可能となった。
- 2012年（平成24年）
  - 2月8日～29日には滝壺周辺を歩行者立入禁止とし、本格復旧工事・測量調査を実施。3月1日より観光可能となった。
  - 4月13日に富士宮市は、富士山の世界遺産登録に向け、滝壺にある土産物店や落石防止柵など人工の構造物を撤去して、風致景観の整備を行うほか、歩経路、展望場、休憩場等の整備を行う計画を発表[5][6]。100年以上滝壺で営業していた土産物店側も協力する旨を発表。なお土産物店は前年の台風15号で甚大な被害を受けていた[7]。
- 2013年（平成25年）
  - 6月22日 - 「富士山-信仰の対象と芸術の源泉」の構成資産の1つとして世界文化遺産に登録。
  - 12月24日 - 新規に建設された滝見橋の通行が可能となる。
- 2017年（平成29年）- 環境省公開の「富士山がある風景100選」に選定

## 交通機関
- 身延線富士宮駅から路線バス
  - 白糸の滝・足形・休暇村富士・猪の頭行（富士急静岡バス）で約30分、「白糸の滝観光案内所前」又は「白糸の滝」下車
  - 富士山駅行（富士急バス）で約20分、「白糸の滝入口」下車。
- 東海道新幹線新富士駅から路線バス富士山駅行（富士急バス）で約60分、「白糸の滝入口」下車。
- 富士山麓電気鉄道富士急行線富士山駅・河口湖駅から路線バス新富士駅行（富士急バス）で約80分、「白糸の滝入口」下車。
- 東京駅から高速バス「ヤキソバEXPRESS」休暇村富士行（富士急静岡バス）で約3時間、「白糸の滝」下車。
- 東名高速道路富士インターチェンジから西富士道路および国道139号を経由し17km、車で約40分。
- 新東名高速道路新富士インターチェンジから西富士道路および国道139号を経由し車で35分。

## 画像解説

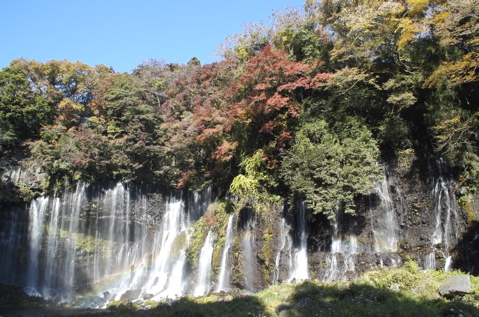
紅葉の白糸の滝
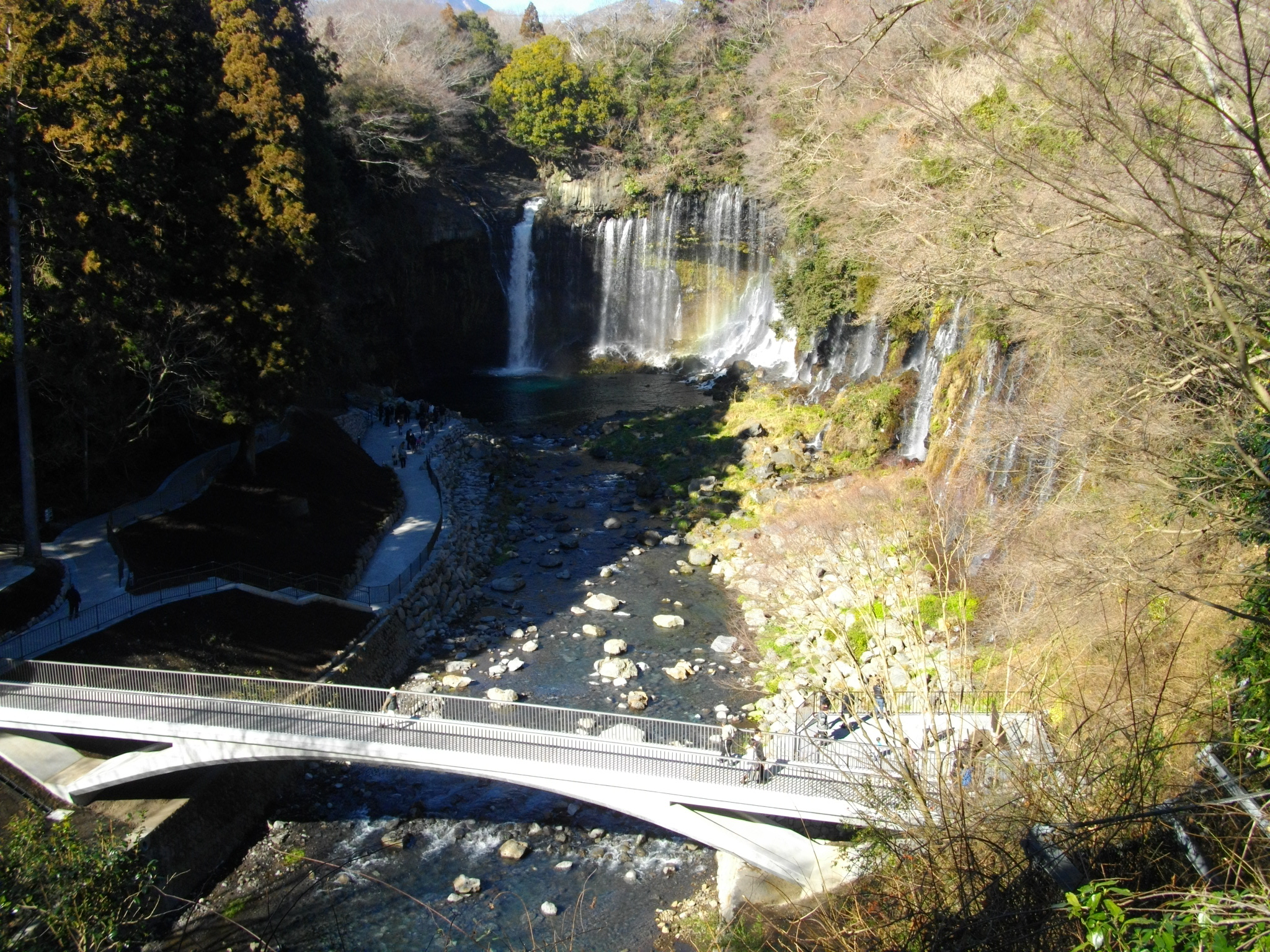
白糸の滝と新しい滝見橋
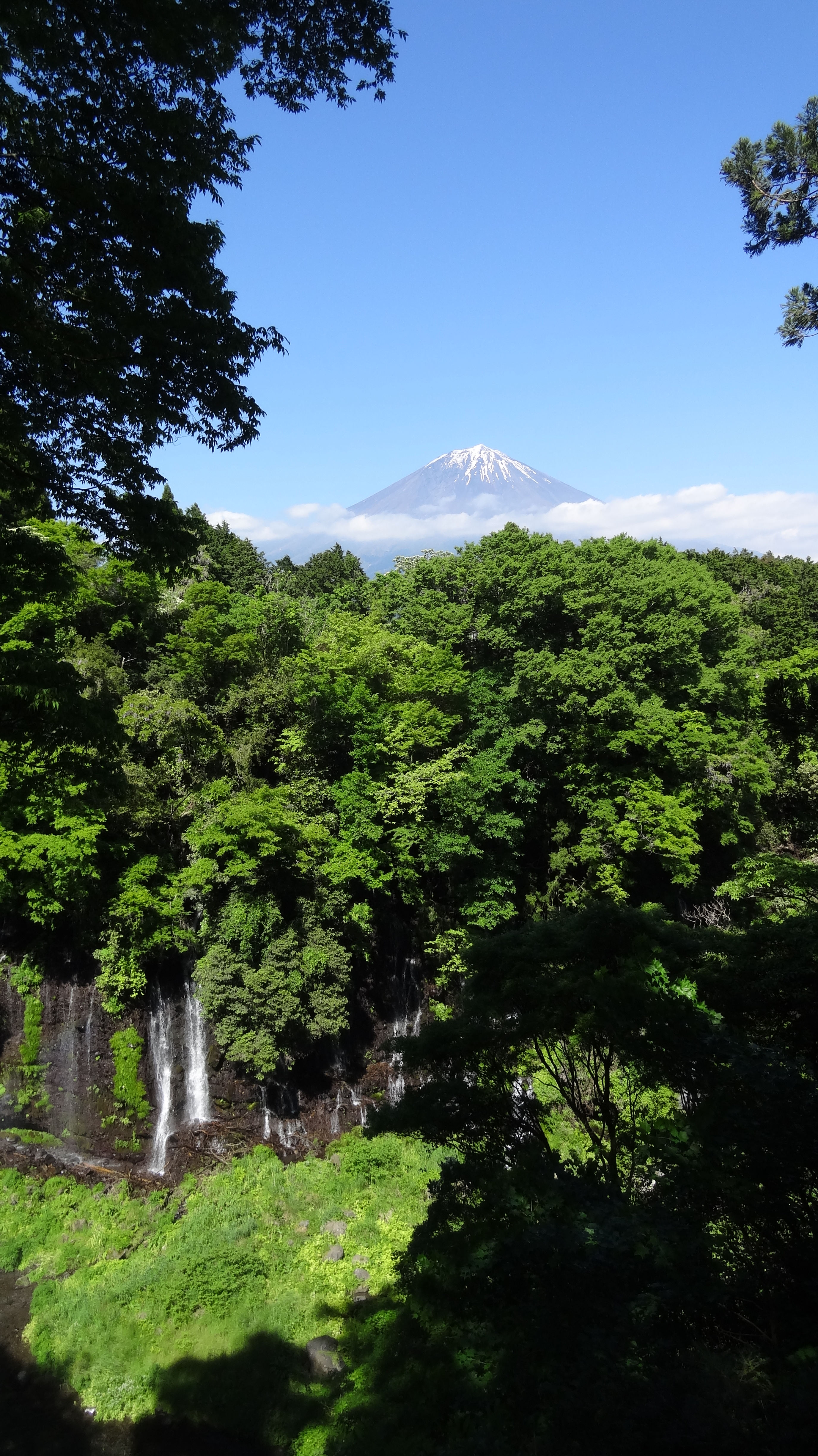
富士山と白糸の滝
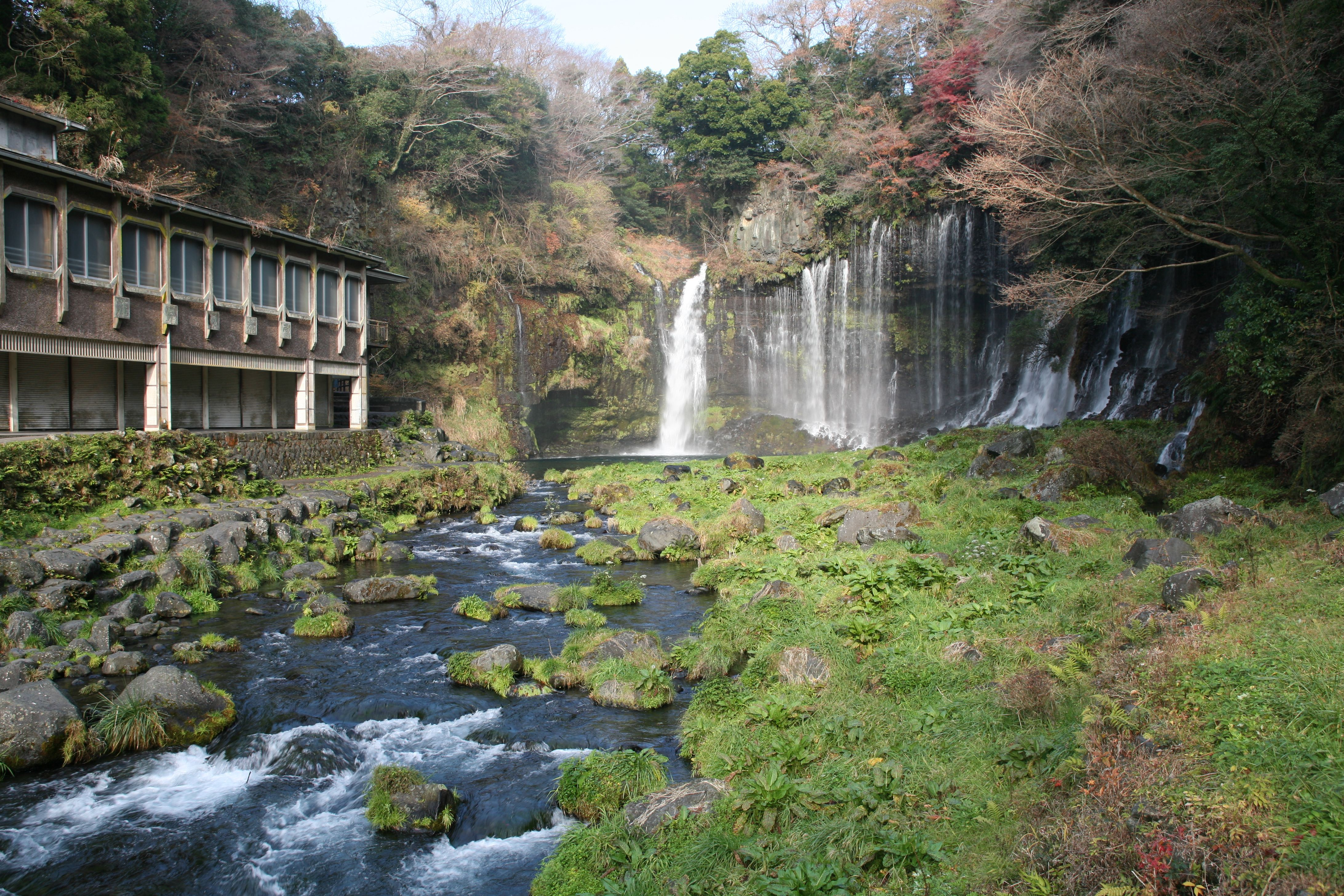
かつて滝壺の脇には建物が存在した
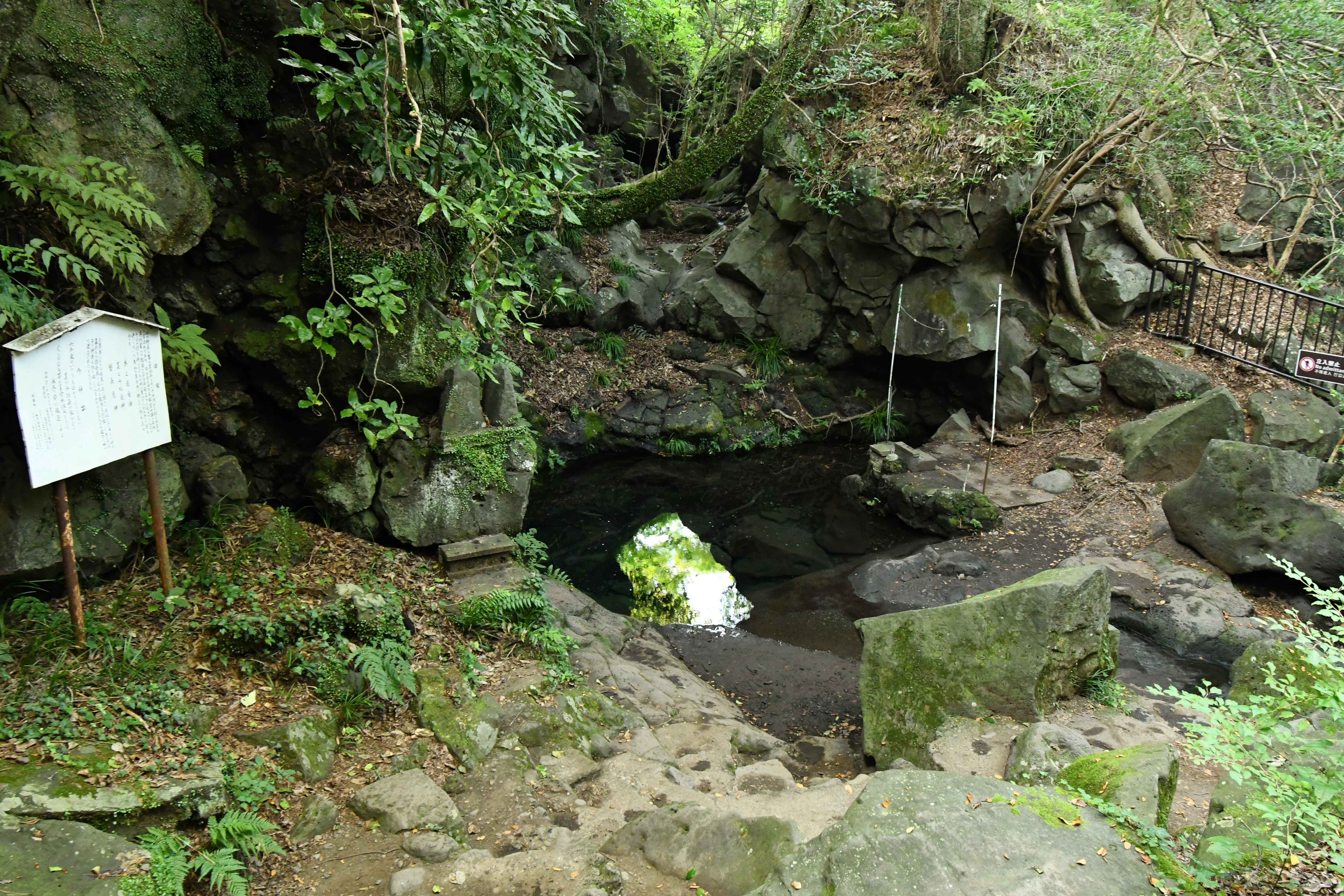
お鬢水